# Loco por ti
Loco por ti (en inglés: Mad About You) es una serie de televisión estadounidense perteneciente al género de comedia de situación emitida por la NBC desde septiembre de 1992 hasta mayo de 1999. El show muestra a Paul Reiser y a Helen Hunt como una pareja recién casada en la ciudad de Nueva York. Reiser interpretó a Paul Buchman, un director de documentales. Hunt interpretó a Jamie Stemple Buchman, una especialista en relaciones públicas. Al final de la serie la pareja tuvo un bebé al que llamaron Mabel.
En la última temporada del show, Helen Hunt y Paul Reiser llegaron a cobrar 1 millón de dólares por episodio.
El tema principal del show, "Final Frontier", fue compuesta por Reiser y Don Was. Originalmente fue interpretado por Andrew Gold, pero la versión de Anita Baker hizo su debut en la temporada de 1997. La versión de Baker fue usada por el resto del programa. 

## Reparto

### Principales
- Paul Reiser: Paul Buchman. Paul es director de documentales, creativo pero a la vez cauto y analítico.
- Helen Hunt: James "Jamie" Stemple Buchman. Jamie trabaja como una especialista en relaciones públicas, adorable y simpática, combina sus manías con las de Paul, logrando una relación de amor y amistad irrompible.
- Maui: Murray, el perro.
- Anne Ramsay: Lisa Stemple. La hermana mayor de Jamie.
- Leila Kenzle: Fran Devanow. La mejor amiga de Jamie.
- Richard Kind: Dr. Mark Devanow. Esposo (y luego exesposo) de Fran.
- John Pankow: Ira Buchman. Primo y mejor amigo de Paul.
- Cynthia Harris: Sylvia Buchman. Madre de Paul, siempre en conflicto con su nuera Jamie.
- Louis Zorich: Burt Buchman. Padre de Paul.
- Janeane Garofalo: Mabel Buchman. Participó en el episodio final como la narradora de ese capítulo, interpretando a la hija de Paul y Jamie, pequeña en el tiempo presente del show.

### Secundarios
- Judy Geeson: Maggie Conway.
- Lisa Kudrow: Ursula Buffay.
- Robin Bartlett: Debbie Buchman.
- Suzie Plakson: Joan Golfinos.
- Hank Azaria: Nat Ostertag.
- Tommy Hinkley: Jay Selby.
- Mo Gaffney: Sheila Kleinman.
- Jeff Garlin: Marvin.
- Mel Brooks: Tío Phil.

## Premios
En Mad About You confluyeron unos excelentes guiones que al instante la situaron entre las series preferidas por la audiencia y la crítica, obteniendo durante sus siete años en antena un total de 13 Emmys y el Globo de Oro a la mejor serie de comedia en 1995.
Loco por ti cuenta en su haber con 13 premios Emmy y un Globo de Oro a la mejor serie de comedia. De los 13 premios Emmy, cuatro fueron para Helen Hunt como Mejor actriz de serie de comedia; tres para el actor, guionista y productor Mel Brooks como Mejor actor invitado por su papel de Tío Phill y uno para la actriz Carol Burnett, en su caso como Mejor actriz invitada.
Para Helen Hunt el éxito en televisión le llegaría de la mano de esta serie, por cuyo papel consiguió ganar 4 Emmys y 3 Globos de Oro a la mejor actriz de comedia.

## Adaptaciones en otros países
- En Chile se realizó una versión local en 2004 titulada Loco por ti con las actuaciones de Francisca Imboden y Bastián Bodenhöfer.
- En China se realizó una versión local en 2016 titulada Xin Hun Gong Yu por la cadena de televisión Dragon Television.[3]
- En Argentina se realizó una versión local en 2016 titulada Loco por vos con las actuaciones de Julieta Zylberberg y Juan Minujín.
- Loco por vos (Colombia 2020)